# Palha-da-costa

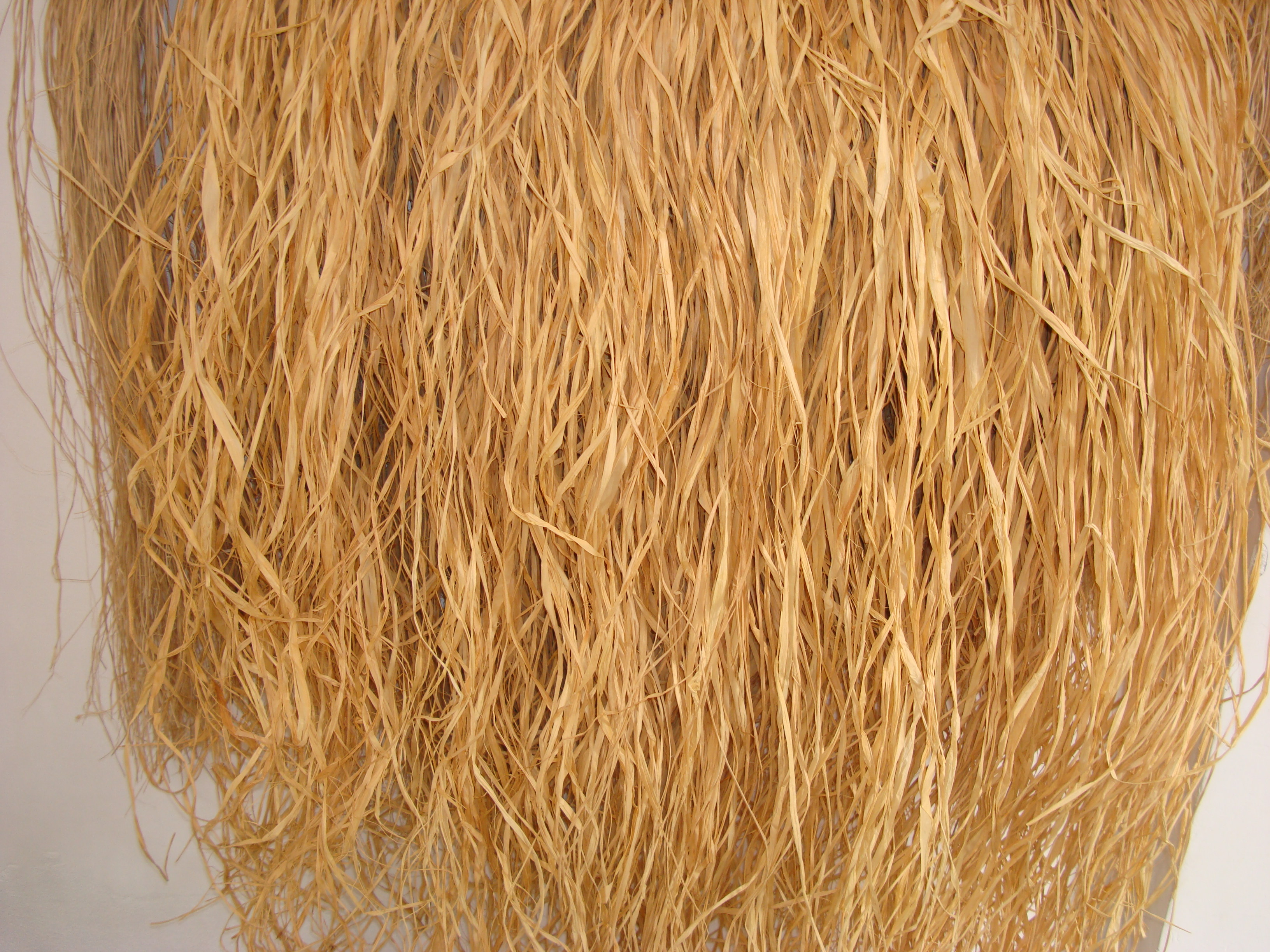
Palha da costa, iko, Igí-Ògòrò, raphia vinifera.

Palha da costa é a fibra de ráfia conhecida como icô (ìko) pelo povo do santo. É extraída de uma palmeira chamada igi-agorô (Igí-Ògòrò) pelo povo africano e que, no Brasil, recebe o nome de jupati, cujo nome científico é Raphia vinifera.
No candomblé, representa a eternidade e transcendência, como prova da imortalidade e reencarnação, sendo utilizado na confecção das roupas dos orixás, em especial Obaluaiê e Omolu (Sapatá). Seu uso é indispensável na iniciação (feitura de santo) no sentido de proteger a vulnerabilidade dos neófitos.

## Outras finalidades

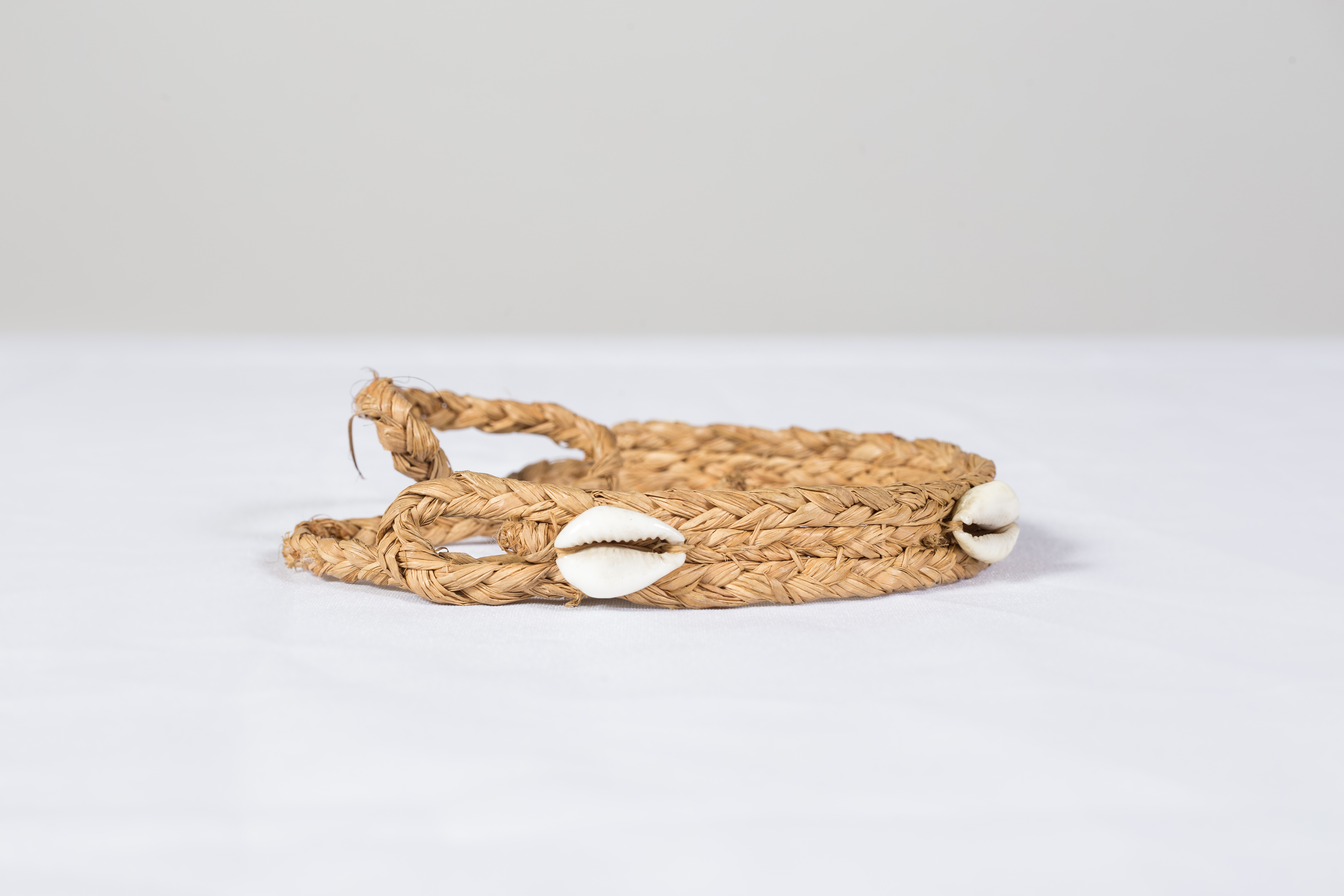
Contraegum, na coleção do Museu da Abolição

Esta mesma palha trançada com espessura de um dedo mindinho e comprimento de um metro, chama-se Icã, popularmente chamado de "contraegum" pelos leigos e até mesmo pelo povo de santo. Geralmente, é amarrado nos braços e cintura dos iniciados, com a finalidade de afastar as energias negativas e espíritos malévolos, impedindo a incorporação de eguns (espíritos de mortos).

## Tipos
- Umbigueira (recebe este nome quando é amarrado na cintura).
- Mocã (recebe este nome quando é ornado com búzio da costa): é um colar de palha trançada que é usado no pescoço junto com o dilogum e seu comprimento é até o umbigo.
- Contraegum (recebe este nome quando é amarrado na dobra da parte inferior da junção entre braço e ombro).